# Statistiche e record di Rod Laver

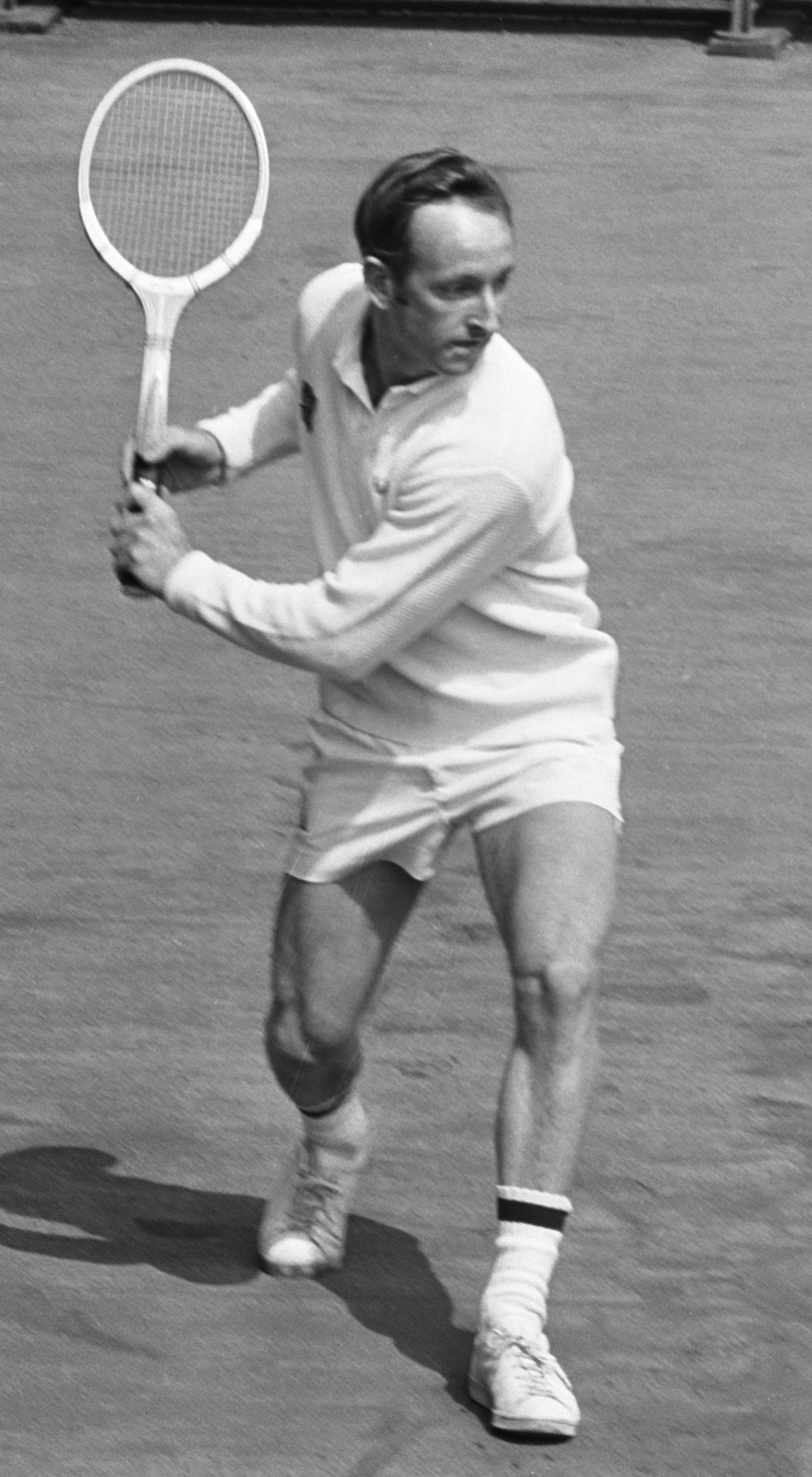
Rod Laver nel 1969

In questa pagina sono riportate le statistiche e i record realizzati da Rod Laver durante la sua carriera tennistica.

## Statistiche

### Singolare
| Dilettante (54) | Dilettante (54) | Dilettante (54) | Dilettante (54) | Dilettante (54) | Dilettante (54) | Dilettante (54) | Professionista (72) | Professionista (72) | Professionista (72) | Professionista (72) | Professionista (72) | Professionista (72) | Era Open (75) | Era Open (75) | Era Open (75) | Era Open (75) | Era Open (75) | Era Open (75) | Era Open (75) | Era Open (75) | Era Open (75) | Totale |
| 1956            | 1957            | 1958            | 1959            | 1960            | 1961            | 1962            | 1963                | 1964                | 1965                | 1966                | 1967                | 1968                | 1968          | 1969          | 1970          | 1971          | 1972          | 1973          | 1974          | 1975          | 1976          | Totale |
| 1               | 2               | 3               | 1               | 9               | 16              | 22              | 6                   | 11                  | 17                  | 16                  | 19                  | 3                   | 10            | 18            | 15            | 8             | 5             | 7             | 6             | 5             | 1             | 201    |

#### Grande Slam

##### Vinte (11)
| Anno         | Torneo                       | Superficie  | Avversario in finale | Punteggio               |
| 1960         | Australian Championships     | Erba        | Neale Fraser         | 5–7, 3–6, 6–3, 8–6, 8–6 |
| 1961         | Wimbledon                    | Erba        | Chuck McKinley       | 6–3, 6–1, 6–4           |
| 1962         | Australian Championships (2) | Erba        | Roy Emerson          | 8–6, 0–6, 6–4, 6–4      |
| 1962         | French Championships         | Terra rossa | Roy Emerson          | 3–6, 2–6, 6–3, 9–7, 6–2 |
| 1962         | Wimbledon (2)                | Erba        | Marty Mulligan       | 6–2, 6–2, 6–1           |
| 1962         | U.S. Championships           | Erba        | Roy Emerson          | 6–2, 6–4, 5–7, 6–4      |
| ↓ Era Open ↓ |                              |             |                      |                         |
| 1968         | Wimbledon (3)                | Erba        | Tony Roche           | 6–3, 6–4, 6–2           |
| 1969         | Australian Open (3)          | Erba        | Andrés Gimeno        | 6–3, 6–4, 7–5           |
| 1969         | Open di Francia (2)          | Terra rossa | Ken Rosewall         | 6–4, 6–3, 6–4           |
| 1969         | Wimbledon (4)                | Erba        | John Newcombe        | 6–4, 5–7, 6–4, 6–4      |
| 1969         | US Open (2)                  | Erba        | Tony Roche           | 7–9, 6–1, 6–2, 6–2      |

##### Sconfitte (6)
| Anno         | Torneo                   | Superficie  | Avversario in finale | Punteggio          |
| 1959         | Wimbledon                | Erba        | Alex Olmedo          | 4–6, 3–6, 4–6      |
| 1960         | Wimbledon                | Erba        | Neale Fraser         | 4–6, 6–3, 7–9, 5–7 |
| 1960         | U.S. Championships       | Erba        | Neale Fraser         | 4–6, 4–6, 7–9      |
| 1961         | Australian Championships | Erba        | Roy Emerson          | 6–1, 3–6, 5–7, 4–6 |
| 1961         | U.S. Championships       | Erba        | Roy Emerson          | 5–7, 3–6, 2–6      |
| ↓ Open Era ↓ |                          |             |                      |                    |
| 1968         | Open di Francia          | Terra rossa | Ken Rosewall         | 3–6, 1–6, 6–2, 2–6 |

#### Pro Slam

##### Vinte (9)
| Anno | Torneo                        | Superficie  | Avversario in finale | Punteggio                |
| 1964 | Wembley Pro                   | Parquet (i) | Ken Rosewall         | 7–5, 4–6, 5–7, 8–6, 8–6  |
| 1964 | U.S. Pro Tennis Championships | Erba        | Pancho Gonzales      | 4–6, 6–3, 7–5, 6–4       |
| 1965 | Wembley Pro                   | Parquet (i) | Andrés Gimeno        | 6–2, 6–3, 6–4            |
| 1966 | Wembley Pro                   | Parquet (i) | Ken Rosewall         | 6–2, 6–2, 6–3            |
| 1966 | U.S. Pro Tennis Championship  | Erba        | Ken Rosewall         | 6–4, 4–6, 6–2, 8–10, 6–3 |
| 1967 | French Pro Championship       | Parquet (i) | Andrés Gimeno        | 6–4, 8–6, 4–6, 6–2       |
| 1967 | Wembley Championship          | Parquet (i) | Ken Rosewall         | 2–6, 6–1, 1–6, 8–6, 6–2  |
| 1967 | U.S. Pro Championship         | Erba        | Andrés Gimeno        | 4–6, 6–4, 6–3, 7–5       |
| 1967 | Wimbledon Pro                 | Erba        | Ken Rosewall         | 6–2, 6–2, 12–10          |

##### Perse (6)
| Anno | Torneo                 | Superficie  | Avversario in finale | Punteggio               |
| 1963 | French Pro             | Parquet (i) | Ken Rosewall         | 8–6, 4–6, 7–5, 3–6, 4–6 |
| 1963 | U.S. Pro Championships | Erba        | Ken Rosewall         | 4–6, 2–6, 2–6           |
| 1964 | French Pro             | Parquet (i) | Ken Rosewall         | 3–6, 5–7, 6–3, 3–6      |
| 1965 | French Pro             | Parquet (i) | Ken Rosewall         | 3–6, 2–6, 4–6           |
| 1965 | U.S. Pro               | Erba        | Ken Rosewall         | 4–6, 3–6, 3–6           |
| 1966 | French Pro             | Parquet (i) | Ken Rosewall         | 3–6, 2–6, 12–14         |

#### Titoli (54) da dilettante dal 1956 al 1962
| Numero | Anno              | Torneo                                                | Superficie  | Avversario in finale | Punteggio                  |
| ------ | ----------------- | ----------------------------------------------------- | ----------- | -------------------- | -------------------------- |
| 1.     | marzo 1956        | Queensland Metropolitan Championships, Brisbane       | Erba        |                      |                            |
| 2.     | 3 marzo 1957      | Queensland Bay Championships, Redcliffe               | Erba        | Barry Green          | 6-1 6-4                    |
| 3.     | 21 aprile 1957    | Central Queensland Championships, Rockhampton         | Erba        | Ken Fletcher         | 7-5 6-3                    |
| 4.     | 2 marzo 1958      | Queensland Bay Championships, Redcliffe               | Erba        | G. Gaydon            | 4-6 6-4 6-3                |
| 5.     | 6 maggio 1958     | Maroochy Tennis Championships, Nambour                | Erba        | Malcolm J. Anderson  | 6-3 6-2                    |
| 6.     | 13 ottobre 1958   | South Coast Championships, Southport                  | Erba        | Neil Gibson          | 7-9 6-3 6-4                |
| 7.     | 30 marzo 1959     | Central Queensland Championships, Rockhampton         | Erba        | Francis Gorman       | 6-1 6-2                    |
| 8.     | 18 gennaio 1960   | Australian Championships, Brisbane                    | Erba        | Neale Fraser         | 5-7, 3-6, 6-3, 8-6, 8-6    |
| 9.     | 2 aprile 1960     | Wynnum Championships, Wynnum                          | Erba        | Neil Gibson          | 6–3, 6–0                   |
| 10.    | 2 maggio 1960     | Maroochy Tennis Championships, Nambour                | Erba        | Ken Fletcher         | 3-6 7-5 6-3                |
| 11.    | 6 giugno 1960     | Vaud International Championships, Losanna             | Terra rossa | Ronnie Barnes        | 6-4 6-2 6-4                |
| 12.    | 1º agosto 1960    | Pennsylvania Lawn Tennis Championship, Haverford      | Erba        | Ron Holmberg         | 9-7 8-6 6-3                |
| 13.    | 7 agosto 1960     | Southampton Invitation, Southampton                   | Erba        | Ron Holmberg         | 12-10 6-3 3-6 2-6 6-3      |
| 14.    | 14 agosto 1960    | Eastern Grass Court Championships, South Orange       | Erba        | Donald Dell          | 6-1 10-8 6-4               |
| 15.    | 21 agosto 1960    | Newport Casino Trophy, Newport                        | Erba        | Earl Buchholz        | 6-1 6-8 6-1 6-2            |
| 16.    | 23 ottobre 1960   | Queensland Hard Court Championships, Kingaroy         | Terra rossa | Neil Gibson          | 2-6, 6-4, 6-2              |
| 17.    | 14 gennaio 1961   | South Australian Championships, Adelaide              | Erba        | Mike Sangster        | 11-9, 3-6, 4-6, 14-12, 6-3 |
| 18.    | 11 febbraio 1961  | Auckland International Wills, Auckland                | Erba        | Roy Emerson          | 4-6, 6-3, 6-2, 3-6, 7-5    |
| 19.    | 25 febbraio 1961  | St Andrews Invitation, Kingston                       | Erba        | Roy Emerson          | 4-6, 6-4, 6-3              |
| 20.    | 4 marzo 1961      | Caracas Altamira International, Caracas               | Cemento     | Luis Ayala           | 4-6, 6-4, 6-3, 4-6, 8-6    |
| 21.    | 16 aprile 1961    | River Oaks International Tennis Tournament, Houston   | Terra rossa | Roy Emerson          | 7-5, 7-5, 1-6, 6-3         |
| 22.    | 7 luglio 1961     | Torneo di Wimbledon, Londra                           | Erba        | Chuck McKinley       | 6-3, 6-1, 6-4              |
| 23.    | 30 luglio 1961    | Centennial Cup, Deauville                             | Terra rossa | Jaroslav Drobný      | 6-2, 6-4                   |
| 24.    | 30 luglio 1961    | Colonel Kuntz Cup, Deauville                          | Terra rossa | Michel Leclercq      | 6-2, 6-3                   |
| 25.    | 6 agosto 1961     | Torneo di Bad Neuenahr, Bad Neuenahr                  | Terra rossa | Luis Ayala           | 6-4, 4-6, 6-3              |
| 26.    | 15 agosto 1961    | German Championships, Amburgo                         | Terra rossa | Luis Ayala           | 6-2, 6-8, 5-7, 6-1, 6-2    |
| 27.    | 21 agosto 1961    | Austrian Championships, Poertschach                   | Terra rossa | Roy Emerson          | 2–6, 6–3, 7–5              |
| 28.    | 14 ottobre 1961   | Sydney Metropolitan Grass Court Championships, Sydney | Erba        | Bob Hewitt           | 1-6, 6-2, 6-3              |
| 29.    | 29 ottobre 1961   | Queensland Hard Court Championships, Gladstone        | Terra rossa | Roy Emerson          | 7-5, 6-3                   |
| 30.    | 11 novembre 1961  | Queensland Championships, Brisbane                    | Erba        | Roy Emerson          | 4-6, 4-6, 6-0, 8-6, 6-3    |
| 31.    | 9 dicembre 1961   | Victorian Championships, Melbourne                    | Erba        | Roy Emerson          | 4-6, 8-6, 9-7, 6-3         |
| 32.    | 17 dicembre 1961  | New South Wales Championships, Sydney                 | Erba        | Roy Emerson          | 8-6, 6-3, 3-6, 4-6, 6-4    |
| 33.    | 2 gennaio 1962    | Sydney Manly Seaside Championships, Sydney            | Erba        | Bob Hewitt           | 6-3, 6-3                   |
| 34.    | 15 gennaio 1962   | Australian Championships, Sydney                      | Erba        | Roy Emerson          | 8-6, 0-6, 6-4, 6-4         |
| 35.    | 29 gennaio 1962   | Tasmanian Championships, Hobart                       | Erba        | Neale Fraser         | 7-5, 0-6, 0-6, 6-1, 6-2    |
| 36.    | 24 marzo 1962     | Caracas Altamira International, Caracas               | Cemento     | Roy Emerson          | 9-7, 6-2, 6-0              |
| 37.    | 15 aprile 1962    | River Oaks International Tennis Tournament, Houston   | Terra rossa | Roy Emerson          | 6-1, 7-5, 7-5              |
| 38.    | 21 aprile 1962    | Rothmans Connaught Championships, Chingford           | Terra rossa | Martin Mulligan      | 4-6, 6-4, 6-4              |
| 39.    | 28 aprile 1962    | British Hard Court Championships, Bournemouth         | Terra rossa | Ian Crookenden       | 6-3, 6-3, 6-3              |
| 40.    | 5 maggio 1962     | Campionati Internazionali di Sicilia, Palermo         | Terra rossa | Neale Fraser         | 6-4, 6-2, 4-6, 6-1         |
| 41.    | 15 maggio 1962    | Internazionali d'Italia, Roma                         | Terra rossa | Roy Emerson          | 6-2, 1-6, 3-6, 6-3, 6-1    |
| 42.    | 20 maggio 1962    | Swiss International Championships, Lugano             | Terra rossa | Ramanathan Krishnan  | 6-4, 6-2                   |
| 43.    | 2 giugno 1962     | Internazionali di Francia, Parigi                     | Terra rossa | Roy Emerson          | 3-6, 2-6, 6-3, 9-7, 6-2    |
| 44.    | 7 giugno 1962     | Norwegian International Championships, Oslo           | Terra rossa | Jan-Erik Lundquist   | 6-1, 4-6, 6-4, 6-3         |
| 45.    | 23 giugno 1962    | Queen's Club Championships, Londra                    | Erba        | Roy Emerson          | 6-4, 7-5                   |
| 46.    | 6 luglio 1962     | Torneo di Wimbledon, Londra                           | Erba        | Martin Mulligan      | 6-2, 6-2, 6-1              |
| 47.    | 14 luglio 1962    | Irish Championships, Dublino                          | Erba        | Bobby Wilson         | walkover                   |
| 48.    | 22 luglio 1962    | Swiss Championships, Gstaad                           | Terra rossa | Neale Fraser         | 6-4, 6-4, 8-6              |
| 49.    | 29 luglio 1962    | Dutch International Championships, Hilversum          | Terra rossa | Ramanathan Krishnan  | 4-6, 6-3, 6-3, 7-5         |
| 50.    | 7 agosto 1962     | German Championships, Amburgo                         | Terra rossa | Manuel Santana       | 8-6, 7-5, 6-4              |
| 51.    | 10 settembre 1962 | U.S. National Championships, New York                 | Erba        | Roy Emerson          | 6-2, 6-4, 5-7, 6-4         |
| 52.    | 14 ottobre 1962   | Queensland Hard Court Championships, Warwick          | Terra rossa | Ken Fletcher         | 8-6, 6-3                   |
| 53.    | 21 ottobre 1962   | Australian Hard Court Championships, Brisbane         | Terra rossa | Fred Stolle          | 6-2, 2-6, 6-4, 4-6, 8-6    |
| 54.    | 15 dicembre 1962  | Victorian Championships, Melbourne                    | Erba        | Neale Fraser         | 3-6, 9-7, 6-1, 6-8, 6-0    |

#### Titoli (72) da professionista dal 1963 al 21 aprile 1968
| No. Pro | No. Totale | Anno              | Torneo                                             | Superficie         | Avversario in finale                     | Punteggio               |     |
| ------- | ---------- | ----------------- | -------------------------------------------------- | ------------------ | ---------------------------------------- | ----------------------- | --- |
| 1.      | 55.        | 12 agosto 1963    | Kitzbuhel Pro Championships, Kitzbühel             | Terra rossa        | Ken Rosewall                             | 6–3, 6–4, 6–4           |     |
| 2.      | 56.        | 18 agosto 1963    | Cannes Pro Championships, Cannes                   | Parquet indoor     | Ken Rosewall                             | 6–2, 6–3, 6–4           |     |
| 3.      | 57.        | 25 agosto 1963    | Dutch Pro Championships, Noordwijk-on-sea          | Terra rossa        | Earl Buchholz                            | 6–2, 6–3, 6–3           |     |
| 4.      | 58.        | ottobre 1963      | Johannesburg Pro Championships, Johannesburg       | Cemento            | Mike Davies                              | 4–6, 8–6, 6–2           |     |
| 5.      | 59.        | 5 ottobre 1963    | Rhodesian Pro Championships, Salisbury             | Cemento            | Alex Olmedo                              | 6–3, 10-8               |     |
| 6.      | 60.        | 22 ottobre 1963   | Western Province Pro Championships, Città del Capo | Cemento            | Alex Olmedo                              | 6–0, 6–4                |     |
| 7.      | 61.        | 4 gennaio 1964    | Western Australian Pro Championships, Perth        | Erba               | Ken Rosewall Frank Sedgman Lew Hoad      | Round Robin             |     |
| 8.      | 62.        | 21 giugno 1964    | Monterey Pro Championships, Monterey               | Cemento            | Alex Olmedo                              | 10–8, 6–1               |     |
| 9.      | 63.        | 12 luglio 1964    | U.S. Pro Tennis Championships, Longwood            | Erba               | Pancho Gonzales                          | 4-6, 6-3, 7-5, 6-4      |     |
| 10.     | 64.        | 8 agosto 1964     | Biarritz Pro Championships, Biarritz               | Terra rossa        | Lew Hoad                                 | 6–3, 3–6, 6–3           |     |
| 11.     | 65.        | 30 agosto 1964    | Geneva Pro Championships, Ginevra                  | Terra rossa        | Pancho Gonzales                          | 4–6, 6–3, 6–1           |     |
| 12.     | 66.        | 19 settembre 1964 | London Pro Indoor Championships, Londra            | Parquet indoor     | Ken Rosewall                             | 7-5, 4-6, 5-7, 8-6, 8-6 |     |
| 13.     | 67.        | ottobre 1964      | Rhodesian Pro Championships, Salisbury             | Cemento            | Earl Buchholz                            | 6–3, 4–6, 10–8          |     |
| 14.     | 68.        | 14 ottobre 1964   | Johannesburg Pro Championships, Johannesburg       | Cemento            | Lew Hoad                                 | 10–8, 6–3               |     |
| 15.     | 69.        | 28 ottobre 1964   | Eastern Province Pro Championships, Port Elizabeth | Cemento            | Frank Sedgman                            | 8–6 (pro set)           |     |
| 16.     | 70.        | 15 novembre 1964  | Egyptian Pro Championships, Il Cairo               | Terra rossa        | Andrés Gimeno                            | 6–3, 6–3                |     |
| 17.     | 71.        | 19 novembre 1964  | Marseilles Pro Championships, Marsiglia            |                    | Earl Buchholz                            | 6–2, 6–4                |     |
| 18.     | 72.        | 31 gennaio 1965   | South Australian Pro Championships, Adelaide       | Erba               | Ken Rosewall                             | 6–3, 6–4                |     |
| 19.     | 73.        | 6 febbraio 1965   | Western Australian Pro Championships, Perth        | Erba               | Pancho Gonzales                          | 7–5, 11–9               |     |
| 20.     | 74.        | 13 febbraio 1965  | Victorian Pro Championships, Melbourne             | Erba               | Ken Rosewall                             | 2–6, 6–1, 6–4           |     |
| 21.     | 75.        | 20 febbraio 1965  | Tasmanian Pro Championships, Hobart                | Erba               | Lew Hoad                                 | 3–6, 8–6, 7–5           |     |
| 22.     | 76.        | 24 aprile 1965    | Oklahoma City Pro Championships, Oklahoma City     | Cemento            | Pancho Gonzales                          | 6–3, 6–4                |     |
| 23.     | 77.        | 2 maggio 1965     | US Pro indoor Championships, New York              | Campo indoor       | Pancho Gonzales                          | 6-3 6-1                 |     |
| 24.     | 78.        | 25 maggio 1965    | Masters Pro Championships, Los Angeles             | Cemento            | Pancho Gonzales                          | 3–6, 6–3, 7–5           |     |
| 25.     | 79.        | 31 maggio 1965    | Peacock Gap Pro Championships, San Rafael          | Cemento            | Pancho Gonzales                          | 6–1, 6–4                |     |
| 26.     | 80.        | 20 giugno 1965    | Tahoe Racquet Club Pro Championships, Lake Tahoe   | Cemento            | Pancho Gonzales                          | 6–3, 2–6, 6–4           |     |
| 27.     | 81.        | 12 luglio 1965    | Newport Pro Championships, Newport                 | Erba               | Ken Rosewall                             | Round Robin             |     |
| 28.     | 82.        | 27 luglio 1965    | Belfast Pro Championships, Belfast                 |                    | Andrés Gimeno                            | 6-4 6-4                 |     |
| 29.     | 83.        | 28 agosto 1965    | Cannes Pro Championships, Cannes                   | Parquet indoor     | Andrés Gimeno                            | 7–5, 7–5, 6–3           |     |
| 30.     | 84.        | 18 settembre 1965 | London Pro Indoor Championships, Londra            | Parquet indoor     | Andrés Gimeno                            | 6-2, 6-3, 6-4           |     |
| 31.     | 85.        | 12 ottobre 1965   | Nairobi Pro Championships, Nairobi                 | Terra rossa        | Ken Rosewall                             | 6–1, 4–6, 6–2           |     |
| 32.     | 86.        | 17 ottobre 1965   | Rhodesian Pro Championships, Salisbury             | Cemento            | Ken Rosewall                             | 3–6, 6–4, 6–1           |     |
| 33.     | 87.        | 31 ottobre 1965   | Natal Pro Championships, Durban                    | Cemento            | Ken Rosewall                             | 6–2, 8–6                |     |
| 34.     | 88.        | 4 novembre 1965   | Western Province Pro Championships, Città del Capo | Cemento            | Ken Rosewall                             | 4–6, 6–3, 6–3           |     |
| 35.     | 89.        | 19 gennaio 1966   | Queensland Pro Championships, Brisbane             | Erba               | Andrés Gimeno                            | 6-3 6-4                 |     |
| 36.     | 90.        | 22 gennaio 1966   | Victorian Pro Championships, Melbourne             | Erba               | Ken Rosewall                             | 6-3 6-0                 |     |
| 37.     | 91.        | 29 gennaio 1966   | Western Australian Pro Championships, Perth        | Erba               | Ken Rosewall                             | 6–2, 10–8               |     |
| 38.     | 92.        | 4 aprile 1966     | Nancy Pro Championships, Nancy                     |                    | Andrés Gimeno                            | 7–5, 6–3                |     |
| 39.     | 93.        | 10 aprile 1966    | Cannes Pro Championships, Cannes                   | Parquet indoor     | Andrés Gimeno                            | 7–5, 6–3                |     |
| 40.     | 94.        | 12 giugno 1966    | Forest Hills Pro Championships, Forest Hills       | Erba               | Ken Rosewall                             | 31–29                   |     |
| 41.     | 95.        | 17 luglio 1966    | U.S. Pro Tennis Championships, Boston              | Erba               | Ken Rosewall                             | 6-4 4-6 6-2 8-10 6-3    |     |
| 42.     | 96.        | 25 luglio 1966    | Binghampton Pro Championships, Binghampton         | Terra rossa        | Pancho Segura                            | 31-29 31-18             |     |
| 43.     | 97.        | 15 agosto 1966    | Oporto Pro Championships, Foz Do Douro             | Terra rossa        | Pierre Barthes                           | 6–4, 8–6                |     |
| 44.     | 98.        | 18 settembre 1966 | London Pro Indoor Championships, Londra            | Parquet indoor     | Ken Rosewall                             | 6-2, 6-2, 6-3           |     |
| 45.     | 99.        | 8 ottobre 1966    | Milan Pro Championships, Milano                    |                    | Andrés Gimeno                            | 4–6, 6–1, 9–7           |     |
| 46.     | 100.       | 18 ottobre 1966   | South African Pro Championships, Johannesburg      | Cemento            | Andrés Gimeno                            | 6–4, 6–2                |     |
| 47.     | 101.       | 23 ottobre 1966   | Western Province Pro Championships, Città del Capo | Cemento            | Ken Rosewall                             | 5–7, 6–4, 7–5           |     |
| 48.     | 102.       | 3 novembre 1966   | Natal Pro Championships, Durban                    | Cemento            | Andrés Gimeno                            | 6–1 6–3                 |     |
| 49.     | 103.       | 9 novembre 1966   | Abidjan Pro Championships, Abidjan                 | Cemento            | Andrés Gimeno                            | 2–6, 6–4, 6–0           |     |
| 50.     | 104.       | 14 novembre 1966  | Dakar Pro Championships, Dakar                     | Cemento            | Andrés Gimeno                            | 2–6, 6–1, 9–7           |     |
| 51.     | 105.       | 5 marzo 1967      | US Pro indoor Championships, New York              |                    | Pancho Gonzales                          | 7–5, 14–16, 7–5, 6–2    |     |
| 52.     | 106.       | 12 marzo 1967     | San Juan Pro Championships, San Juan               | Cemento            | Andrés Gimeno                            | 6–4, 3–6, 6–1           |     |
| 53.     | 107.       | 19 marzo 1967     | Orlando Pro Championships, Orlando                 | Terra rossa        | Pancho Gonzales                          | 6-4 2-6 6-0             |     |
| 54.     | 108.       | 26 marzo 1967     | Planters Pro Challenge Cup, Miami Beach            | Terra rossa        | Andrés Gimeno                            | 6–3, 6–3                |     |
| 55.     | 109.       | 2 aprile 1967     | Boston Pro Championships, Boston                   | Campo indoor       | Ken Rosewall                             | 6–4, 6–0                |     |
| 56.     | 110.       | 30 marzo 1967     | Canadian Pro Championships, Montréal               | Campo indoor       | Dennis Ralston                           | 17–15 6–0               |     |
| 57.     | 111.       | 9 aprile 1967     | Paris Pro Championships, Parigi                    | Campo indoor       | Ken Rosewall                             | 6-0 10-8 10-8           |     |
| 58.     | 112.       | aprile 1967       | Marseilles Pro Championships, Marsiglia            |                    | Dennis Ralston                           | 2-6 9-7 11-9            |     |
| 59.     | 113.       | 13 maggio 1967    | Pacific Pro Championships, San Diego               |                    | Dennis Ralston                           | 6–4, 12–10              |     |
| 60.     | 114.       | 9 giugno 1967     | Madison Square Garden Pro Championships, New York  | Campo indoor       | Ken Rosewall                             | 6-4 6-4                 |     |
| 61.     | 115.       | 4 luglio 1967     | World Pro Championships, Oklahoma City             | Terra rossa        | Ken Rosewall                             | 6-2 3-6 6-4             |     |
| 62.     | 116.       | 16 luglio 1967    | U.S. Pro Tennis Championships, Longwood            | Erba               | Andrés Gimeno                            | 4-6, 6-4, 6-3, 7-5      |     |
| 63.     | 117.       | 23 luglio 1967    | Newport Pro Championships, Newport                 | Erba               | Andrés Gimeno Earl Buchholz Ken Rosewall | Round Robin             |     |
| 64.     | 118.       | 30 luglio 1967    | Binghampton Pro Championships, Binghampton         | Terra rossa        | Andrés Gimeno                            | 6-1 6-3                 |     |
| 65.     | 119.       | 13 agosto 1967    | Colonial Pro Champioships, Fort Worth              | Cemento            | Dennis Ralston                           | 8-6 6-0                 |     |
| 66.     | 120.       | 28 agosto 1967    | Wimbledon World Pro Championships, Londra          | Erba               | Ken Rosewall                             | 6-2 6-2 12-10           |     |
| 67.     | 121.       | 23 settembre 1967 | Johannesburg Pro Championships, Johannesburg       | Cemento            | Andrés Gimeno                            | 6–1, 8–6                |     |
| 68.     | 122.       | 16 ottobre 1967   | French Pro Championship, Parigi                    | Parquet indoor     | Andrés Gimeno                            | 6–4, 8–6, 4–6, 6–2      |     |
| 69.     | 123.       | 28 ottobre 1967   | London Pro Indoor Championships, Londra            | Parquet indoor     | Ken Rosewall                             | 2-6, 6-1, 1-6, 8-6, 6-2 |     |
| 70.     | 124.       | 20 marzo 1968     | NTL Sao Paulo Pro (4-man RR), San Paolo            | Terra rossa indoor | Pancho Gonzales                          | Laver 3-0 nel RR        | NTL |
| 71.     | 125.       | 24 marzo 1968     | NTL Buenos Aires Pro (4-man RR), Buenos Aires      | Terra rossa        | Andrés Gimeno                            | Laver 2-1 nel RR        | NTL |
| 72.     | 126.       | 17 aprile 1968    | BBC2 World Invitation, Wembley                     | Parquet indoor     | Ken Rosewall                             | 6-3, 10-8               | NTL |

#### Titoli (75) dall'inizio dell'Era Open Aperta dal 22 aprile 1968 al 1976
| No. Open | No. Totale | Anno              | Torneo                                                      | Superficie         | Avversario in finale / Secondo class. in RR | Punteggio               | Circuito       |
| -------- | ---------- | ----------------- | ----------------------------------------------------------- | ------------------ | ------------------------------------------- | ----------------------- | -------------- |
| 1.       | 127.       | 7 maggio 1968     | NTL Wembley Pro Championships, Wembley                      | Parquet indoor     | Ken Rosewall                                | 6-0, 6-1, 6-0           | NTL            |
| 2.       | 128.       | 18 maggio 1968    | Madison Square Pro Invitational, New York                   | Sintetico indoor   | Ken Rosewall                                | 4-6, 6-3, 9-7, 6-4      | NTL            |
| 3.       | 129.       | 17 giugno 1968    | U.S. Pro Tennis Championships, Boston                       | Erba               | John Newcombe                               | 6-4, 6-4, 9-7           | Pro            |
| 4.       | 130.       | 5 luglio 1968     | Torneo di Wimbledon, Londra                                 | Erba               | Tony Roche                                  | 6-3, 6-4, 6-2           | Open           |
| 5.       | 131.       | 13 luglio 1968    | French Pro Championship, Parigi                             | Terra rossa        | John Newcombe                               | 6-2, 6-2, 6-3           | Pro            |
| 6.       | 132.       | 22 settembre 1968 | Pacific Southwest Championships, Los Angeles                | Cemento            | Ken Rosewall                                | 4-6, 6-0, 6-0           | Open           |
| 7.       | 133.       | 6 ottobre 1968    | South Texas Pro Championships, Corpus Christi               | Cemento            | Andrés Gimeno                               | 6-2, 6-4                | NTL            |
| 8.       | 134.       | 20 ottobre 1968   | NTL Sao Paulo Pro (4-man RR), San Paolo                     | Terra rossa indoor | Andrés Gimeno                               | Laver 3-0 nel RR        | NTL            |
| 9.       | 135.       | 27 ottobre 1968   | NTL La Paz Pro (4-man RR), La Paz                           | Terra rossa        | Andrés Gimeno                               | Laver 3-0 nel RR        | NTL            |
| 10.      | 136.       | 10 dicembre 1968  | Dixie Tennis Classic, Nashville                             | Sintetico indoor   | Ken Rosewall                                | 6-2, 6-3                | Pro            |
| 11.      | 137.       | 27 gennaio 1969   | Australian Open, Brisbane                                   | Erba               | Andrés Gimeno                               | 6-3, 6-4, 7-5           | Open           |
| 12.      | 138.       | 9 febbraio 1969   | U.S. Professional Indoor, Filadelfia                        | Sintetico indoor   | Tony Roche                                  | 7-5, 6-4, 6-4           | Open           |
| 13.      | 139.       | 11 febbraio 1969  | Orlando Pro Championships, Orlando                          | Terra rossa        | Ken Rosewall                                | 6-3, 6-2                | Pro            |
| 14.      | 140.       | 8 marzo 1969      | Los Angeles Pro Championships, Los Angeles                  | Sintetico indoor   | Marty Riessen                               | 6-4, 10-8               | Pro            |
| 15.      | 141.       | 11 aprile 1969    | South African Open, Johannesburg                            | Cemento            | Tom Okker                                   | 6-3, 10-8, 6-3          | Open           |
| 16.      | 142.       | 27 aprile 1969    | Pacific Pro Tournament, Anaheim                             | Sintetico indoor   | Ron Holmberg                                | 25-10, 26-24, 25-14     | Pro            |
| 17.      | 143.       | 17 maggio 1969    | Madison Square Garden Pro Championships, New York           | Sintetico indoor   | Roy Emerson                                 | 6-2, 4-6, 6-1           | Pro            |
| 18.      | 144.       | 21 maggio 1969    | BBC2 World Invitation, Wembley                              | Parquet indoor     | Ken Rosewall                                | 8-6, 6-0                | Pro            |
| 19.      | 145.       | 8 giugno 1969     | Open di Francia, Parigi                                     | Terra rossa        | Ken Rosewall                                | 6-4, 6-3, 6-4           | Open           |
| 20.      | 146.       | 5 luglio 1969     | Torneo di Wimbledon, Londra                                 | Erba               | John Newcombe                               | 6-4, 5-7, 6-4, 6-4      | Open           |
| 21.      | 147.       | 15 luglio 1969    | U.S. Pro Tennis Championships, Boston                       | Cemento            | John Newcombe                               | 7-5, 6-2, 4-6, 6-1      | Pro            |
| 22.      | 148.       | 6 agosto 1969     | St. Louis Pro Championships, St. Louis                      | Cemento            | Fred Stolle                                 | 7-5, 3-6, 7-5           | Pro            |
| 23.      | 149.       | 10 agosto 1969    | Binghampton Masters (4-man RR), Binghamton                  | Terra rossa        | Pancho Segura                               | Laver 3-0 nel RR        | Pro            |
| 24.      | 150.       | 17 agosto 1969    | Colonial Pro Championships, Fort Worth                      | Cemento            | Ken Rosewall                                | 6-3, 6-2                | Pro            |
| 25.      | 151.       | 24 agosto 1969    | Baltimore Pro Championships, Baltimora                      | Erba               | Pancho Gonzales                             | 6-3, 3-6, 6-3, 3-6, 7-5 | Pro            |
| 26.      | 152.       | 8 settembre 1969  | US Open, New York                                           | Erba               | Tony Roche                                  | 7-9, 6-1, 6-2, 6-2      | Open           |
| 27.      | 153.       | 22 novembre 1969  | Wembley Championship, Wembley                               | Sintetico indoor   | Tony Roche                                  | 6-4, 6-1, 6-3           | Open           |
| 28.      | 154.       | 1º dicembre 1969  | Madrid Pro Championships, Madrid                            | Sintetico indoor   | Roger Taylor                                | 6-3, 6-3                | Pro            |
| 29.      | 155.       | 8 febbraio 1970   | U.S. Professional Indoor, Filadelfia                        | Sintetico indoor   | Tony Roche                                  | 6-3, 7-6, 6-2           | IPA            |
| 30.      | 156.       | 22 marzo 1970     | Dunlop-Slazenger International Open, Sydney                 | Erba               | Ken Rosewall                                | 3-6, 6-2, 3-6, 6-2, 6-3 | WCT            |
| 31.      | 157.       | 3 aprile 1970     | South African Open, Johannesburg                            | Cemento            | Frew Donald McMillan                        | 4-6, 6-2, 6-1, 6-2      | ATP            |
| 32.      | 158.       | 3 giugno 1970     | St. Louis WCT, St. Louis                                    | Cemento            | Ken Rosewall                                | 6-1, 6-4                | WCT            |
| 33.      | 159.       | 20 giugno 1970    | Queen's Club Championships, Londra                          | Erba               | John Newcombe                               | 6-4, 6-3                | Grand Prix     |
| 34.      | 160.       | 16 luglio 1970    | Tennis Champions Classic, New York                          | Sintetico indoor   | Ken Rosewall                                | 6-4, 6-3, 6-3           | WCT            |
| 35.      | 161.       | 2 agosto 1970     | Louisville Open, Louisville                                 | Terra rossa        | John Newcombe                               | 6-3, 6-3                | GP/WCT         |
| 36.      | 162.       | 12 agosto 1970    | Bretton Woods International, Bretton Woods                  | Terra rossa        | Roy Emerson                                 | 6-3, 6-3                | Extra-Circuito |
| 37.      | 163.       | 16 agosto 1970    | Canada Open, Toronto                                        | Terra rossa        | Roger Taylor                                | 6-0, 4-6, 6-3           | Grand Prix     |
| 38.      | 164.       | 23 agosto 1970    | Colonial National Invitational, Fort Worth                  | Cemento            | Roy Emerson                                 | 6-3, 7-5                | WCT            |
| 39.      | 165.       | 30 agosto 1970    | South Orange Open, South Orange                             | Erba               | Bob Carmichael                              | 6-4, 6-2, 6-2           | Grand Prix     |
| 40.      | 166.       | 27 settembre 1970 | Pacific Southwest Championships, Los Angeles                | Cemento            | John Newcombe                               | 4-6, 6-4, 7-6           | Grand Prix     |
| 41.      | 167.       | 3 ottobre 1970    | Rothmans Vancouver International, Vancouver                 | Sintetico indoor   | Roy Emerson                                 | 6-2, 6-1, 6-2           | WCT            |
| 42.      | 168.       | 18 ottobre 1970   | German Invitational (4-man RR), Berlino, Bonn e Saarbrücken | Sintetico indoor   | Tom Okker                                   | Laver 3-0 nel RR        | Extra-Circuito |
| 43.      | 169.       | 21 novembre 1970  | Wembley Championship, Wembley                               | Sintetico indoor   | Cliff Richey                                | 6-3, 6-4, 6-4           | Grand Prix     |
| 44.      | 170.       | 2 marzo 1971      | Rothmans International London, Londra                       | Sintetico indoor   | Nikola Pilić                                | 6-4, 6-0, 6-2           | ATP            |
| 45.      | 171.       | 19 marzo 1971     | Tennis Champions Classic, New York                          | Sintetico indoor   | Tom Okker                                   | 7-5, 6-2, 6-1           | WCT            |
| 46.      | 172.       | 10 maggio 1971    | Internazionali d'Italia, Roma                               | Terra rossa        | Jan Kodeš                                   | 7-5, 6-3, 6-3           | WCT            |
| 47.      | 173.       | 22 agosto 1971    | Colonial National Invitational, Fort Worth                  | Cemento            | Marty Riessen                               | 2-6, 6-4, 3-6, 7-5, 6-3 | WCT            |
| 48.      | 174.       | 25 agosto 1971    | Bocage International Tennis Tournament, Baton Rouge         | Terra rossa        | Roy Emerson                                 | 4-6, 7-5, 6-1           | WCT            |
| 49.      | 175.       | 28 agosto 1971    | Sea Pines Pro Championships, Hilton Head                    | Terra rossa        | John Newcombe                               | 7-6, 6-4                | WCT            |
| 50.      | 176.       | 3 ottobre 1971    | Pacific Coast Championships, Berkeley                       | Cemento            | Ken Rosewall                                | 6-4, 6-4, 7-6           | GP/WCT         |
| 51.      | 177.       | 14 novembre 1971  | Bologna Indoor, Bologna                                     | Sintetico indoor   | Arthur Ashe                                 | 6-3, 6-4, 6-4           | WCT            |
| 52.      | 178.       | 6 febbraio 1972   | Richmond WCT, Richmond                                      | Sintetico indoor   | Cliff Drysdale                              | 2-6, 6-3, 7-5, 6-3      | WCT            |
| 53.      | 179.       | 13 febbraio 1972  | U.S. Professional Indoor, Filadelfia                        | Sintetico indoor   | Ken Rosewall                                | 4-6, 6-2, 6-2, 6-2      | WCT            |
| 54.      | 180.       | 20 febbraio 1972  | Toronto Indoor, Toronto                                     | Sintetico indoor   | Ken Rosewall                                | 6-1, 6-4                | WCT            |
| 55.      | 181.       | 9 aprile 1972     | Houston Open, Houston                                       | Terra rossa        | Ken Rosewall                                | 6-2, 6-4                | WCT            |
| 56.      | 182.       | 30 aprile 1972    | Denver Open, Denver                                         | Sintetico indoor   | Marty Riessen                               | 4-6, 6-3, 6-4           | WCT            |
| 57.      | 183.       | 21 gennaio 1973   | Miami Open, Miami                                           | Cemento            | Dick Stockton                               | 7-6, 6-3, 7-5           | WCT            |
| 58.      | 184.       | 4 febbraio 1973   | Richmond WCT, Richmond                                      | Sintetico indoor   | Roy Emerson                                 | 6-4, 6-3                | WCT            |
| 59.      | 185.       | 18 febbraio 1973  | Toronto Indoor, Toronto                                     | Sintetico indoor   | Roy Emerson                                 | 6-3, 6-4                | WCT            |
| 60.      | 186.       | 18 marzo 1973     | CBS Classic, Hilton Head                                    | Terra rossa        | Stan Smith                                  | 6-2, 6-4                | WCT            |
| 61.      | 187.       | 12 settembre 1973 | World Invitational Tennis Classic, Hilton Head              | Cemento            | Stan Smith                                  | 7-6, 7-5                | Pro            |
| 62.      | 188.       | 4 novembre 1973   | Hong Kong Open, Hong Kong                                   | Cemento            | Charlie Pasarell                            | 6-3, 3-6, 6-2, 6-2      | Grand Prix     |
| 63.      | 189.       | 11 novembre 1973  | Australian Indoor Championships, Sydney                     | Cemento indoor     | John Newcombe                               | 3-6, 7-5, 6-3, 3-6, 6-4 | Grand Prix     |
| 64.      | 190.       | 27 gennaio 1974   | U.S. Professional Indoor, Filadelfia                        | Sintetico indoor   | Arthur Ashe                                 | 6-1, 6-4, 3-6, 6-4      | WCT            |
| 65.      | 191.       | 31 marzo 1974     | Palm Desert WCT, Palm Desert                                | Cemento            | Roscoe Tanner                               | 6-4, 6-2                | WCT            |
| 66.      | 192.       | 14 aprile 1974    | Tokyo Tennis Classic, Tokyo                                 | Cemento            | Juan Gisbert                                | 5-7, 6-2, 6-0           | WCT            |
| 67.      | 193.       | 21 aprile 1974    | Houston Open, Houston                                       | Terra rossa        | Björn Borg                                  | 7-6, 6-2                | WCT            |
| 68.      | 194.       | 19 maggio 1974    | Alan King Tennis Classic, Las Vegas                         | Cemento            | Marty Riessen                               | 6-2, 6-2                | Grand Prix     |
| 69.      | 195.       | 11 agosto 1974    | ATP Volvo International, Bretton Woods                      | Terra rossa        | Harold Solomon                              | 6-4, 6-3                | Grand Prix     |
| 70.      | 196.       | 18 gennaio 1975   | Puerto Rico WCT, San Juan                                   | Terra rossa        | Arthur Ashe                                 | 6-3, 7-5                | WCT            |
| 71.      | 197.       | 22 febbraio 1975  | La Costa WCT, La Costa                                      | Cemento            | Allan Stone                                 | 6-2, 6-2                | WCT            |
| 72.      | 198.       | 16 marzo 1975     | Sao Paulo WCT, San Paolo                                    | Sintetico indoor   | Charlie Pasarell                            | 6-4, 6-4                | WCT            |
| 73.      | 199.       | 23 marzo 1975     | Caracas Open, Caracas                                       | Cemento            | Raúl Ramírez                                | 7-6, 6-2                | WCT            |
| 74.      | 200.       | 30 marzo 1975     | WCT Orlando Classic, Orlando                                | Cemento            | Vitas Gerulaitis                            | 6-3, 6-4                | WCT            |
| 75.      | 201.       | 23 gennaio 1976   | Olson Tennis Classic, Detroit                               | Sintetico indoor   | Mark Cox                                    | 6-3, 6-4                | Extra-Circuito |

## Risultati in progressione
| Sigla | Risultato               |
| ----- | ----------------------- |
| V     | Vincitore               |
| F     | Finalista               |
| SF    | Semifinalista           |
| O     | Oro olimpico            |
| A     | Argento olimpico        |
| SF    | Bronzo olimpico         |
| QF    | Quarti di Finale        |
| 4T    | Quarto turno            |
| 3T    | Terzo turno             |
| 2T    | Secondo turno           |
| 1T    | Primo turno             |
| RR    | Round Robin             |
| LQ    | Turno di qualificazione |
| A     | Assente                 |
| ND    | Non disputato           |

| Legenda superfici    |
| -------------------- |
| Cemento              |
| Terra battuta        |
| Erba                 |
| Superficie variabile |

| Torneo                 | Carriera amatoriale    | Carriera amatoriale    | Carriera amatoriale    | Carriera amatoriale    | Carriera amatoriale    | Carriera amatoriale    | Carriera amatoriale    | Carriera professionista | Carriera professionista | Carriera professionista | Carriera professionista | Carriera professionista | Carriera Open          | Carriera Open          | Carriera Open          | Carriera Open          | Carriera Open          | Carriera Open          | Carriera Open          | Carriera Open          | Carriera Open          | Carriera Open          | Titoli  | V-S    | %Vittorie |
| Torneo                 | 1956                   | 1957                   | 1958                   | 1959                   | 1960                   | 1961                   | 1962                   | 1963                    | 1964                    | 1965                    | 1966                    | 1967                    | 1968                   | 1969                   | 1970                   | 1971                   | 1972                   | 1973                   | 1974                   | 1975                   | 1976                   | 1977                   | Titoli  | V-S    | %Vittorie |
| ---------------------- | ---------------------- | ---------------------- | ---------------------- | ---------------------- | ---------------------- | ---------------------- | ---------------------- | ----------------------- | ----------------------- | ----------------------- | ----------------------- | ----------------------- | ---------------------- | ---------------------- | ---------------------- | ---------------------- | ---------------------- | ---------------------- | ---------------------- | ---------------------- | ---------------------- | ---------------------- | ------- | ------ | --------- |
| Tornei del Grande Slam | Tornei del Grande Slam | Tornei del Grande Slam | Tornei del Grande Slam | Tornei del Grande Slam | Tornei del Grande Slam | Tornei del Grande Slam | Tornei del Grande Slam | Tornei del Grande Slam  | Tornei del Grande Slam  | Tornei del Grande Slam  | Tornei del Grande Slam  | Tornei del Grande Slam  | Tornei del Grande Slam | Tornei del Grande Slam | Tornei del Grande Slam | Tornei del Grande Slam | Tornei del Grande Slam | Tornei del Grande Slam | Tornei del Grande Slam | Tornei del Grande Slam | Tornei del Grande Slam | Tornei del Grande Slam | 11 / 40 | 142–29 | 83.04     |
| Australian Open        | 1T                     | 1T                     | 2T                     | 3T                     | V                      | F                      | V                      | A                       | A                       | A                       | A                       | A                       | A                      | V                      | A                      | 3T                     | A                      | A                      | A                      | A                      | A                      | A                      | 3 / 9   | 23–6   | 79.31     |
| Open di Francia        | 1T                     | A                      | 2T                     | 3T                     | 3T                     | SF                     | V                      | A                       | A                       | A                       | A                       | A                       | F                      | V                      | A                      | A                      | A                      | A                      | A                      | A                      | A                      | A                      | 2 / 8   | 25–6   | 80.65     |
| Wimbledon              | 1T                     | A                      | 3T                     | F                      | F                      | V                      | V                      | A                       | A                       | A                       | A                       | A                       | V                      | V                      | 4T                     | QF                     | A                      | A                      | A                      | A                      | A                      | 2T                     | 4 / 11  | 50–7   | 87.72     |
| US Open                | 1T                     | A                      | 4T                     | QF                     | F                      | F                      | V                      | A                       | A                       | A                       | A                       | A                       | 4T                     | V                      | 4T                     | A                      | 4T                     | 3T                     | A                      | 4T                     | A                      | A                      | 2 / 12  | 44–10  | 81.48     |
| Pro Slam               | Pro Slam               | Pro Slam               | Pro Slam               | Pro Slam               | Pro Slam               | Pro Slam               | Pro Slam               | Pro Slam                | Pro Slam                | Pro Slam                | Pro Slam                | Pro Slam                | Pro Slam               | Pro Slam               | Pro Slam               | Pro Slam               | Pro Slam               | Pro Slam               | Pro Slam               | Pro Slam               | Pro Slam               | Pro Slam               | 8 / 15  | 38–7   | 84.44     |
| U.S. Pro               | A                      | A                      | A                      | A                      | A                      | A                      | A                      | F                       | V                       | F                       | V                       | V                       | non Major              | non Major              | non Major              | non Major              | non Major              | non Major              | non Major              | non Major              | non Major              | non Major              | 3 / 5   | 14–2   | 87.50     |
| French Pro             | A                      | A                      | A                      | A                      | A                      | A                      | A                      | F                       | F                       | F                       | F                       | V                       | non Major              | non Major              | non Major              | non Major              | non Major              | non Major              | non Major              | non Major              | non Major              | non Major              | 1 / 5   | 12–4   | 75.00     |
| Wembley Pro            | A                      | A                      | A                      | A                      | A                      | A                      | A                      | QF                      | V                       | V                       | V                       | V                       | non Major              | non Major              | non Major              | non Major              | non Major              | non Major              | non Major              | non Major              | non Major              | non Major              | 4 / 5   | 12–1   | 92.31     |
| Totale:                | Totale:                | Totale:                | Totale:                | Totale:                | Totale:                | Totale:                | Totale:                | Totale:                 | Totale:                 | Totale:                 | Totale:                 | Totale:                 | Totale:                | Totale:                | Totale:                | Totale:                | Totale:                | Totale:                | Totale:                | Totale:                | Totale:                | Totale:                | 19 / 55 | 180–36 | 83.33     |
| Altri eventi           |                        |                        |                        |                        |                        |                        |                        |                         |                         |                         |                         |                         |                        |                        |                        |                        |                        |                        |                        |                        |                        |                        |         |        |           |
| Wimbledon Pro          | Non disputato          | Non disputato          | Non disputato          | Non disputato          | Non disputato          | Non disputato          | Non disputato          | Non disputato           | Non disputato           | Non disputato           | Non disputato           | V                       | Non disputato          | Non disputato          | Non disputato          | Non disputato          | Non disputato          | Non disputato          | Non disputato          | Non disputato          | Non disputato          | Non disputato          | 1 / 1   | 3–0    | 100       |